# Odorrana tianmuii
Espèce
Odorrana tianmuii est une espèce d'amphibiens de la famille des Ranidae.

## Répartition
Cette espèce est endémique du Nord du Zhejiang en Chine. Elle se rencontre entre 200 et 800 m d'altitude.

## Publication originale
- Chen, Zhou & Zheng, 2010 : A new species of odor frog from China (Anura: Ranidae). Journal of Beijing Norrnal University (Natural Science), vol. 46, no 5, p. 11-18.